# Grã-Bretanha nos Jogos Olímpicos de Verão de 1948
O Reino Unido da Grã-Bretanha e Irlanda do Norte sediou e competiu nos Jogos Olímpicos de Verão de 1948,em Londres. Foi a segunda vez que o Reino Unido sediou uma Olimpíada, igualando-se a França e Estados Unidos no quesito.